# Manuel Dias Loureiro
Manuel Joaquim Dias Loureiro (ur. 18 grudnia 1951 w Aguiar da Beira) – portugalski polityk, prawnik i menedżer, deputowany, sekretarz generalny Partii Socjaldemokratycznej, minister.

## Życiorys
Z wykształcenia prawnik, w 1976 ukończył studia na Uniwersytecie w Coimbrze. Należał do ruchu katolickiego Juventude Universitária Católica. Podjął praktykę w zawodzie adwokata, zajął się również działalnością biznesową.
Działacz Partii Socjaldemokratycznej. Od 1981 do 1983 stał na czele administracji dystryktu Coimbra. W latach 1985–1990 pełnił funkcję sekretarza generalnego PSD, był również wiceprzewodniczącym tego ugrupowania. W 1985, 1987, 2002 i 2005 uzyskiwał mandat posła do Zgromadzenia Republiki. Wchodził w skład dwóch rządów Aníbala Cavaco Silvy. Sprawował urząd ministra do spraw kontaktów z parlamentem (1989–1991) oraz ministra administracji i spraw wewnętrznych (1991–1995).
W 2001 został dyrektorem w przedsiębiorstwie Sociedade Lusa de Negócios. Od 2006 do 2009 zasiadał w Radze Państwa, organie doradczym prezydenta Portugalii. Zajął się działalnością konsultingową w ramach firmy DL-Gestão e Consultoria, prowadził działalność biznesową w Luandzie. W 2014 objął stanowisko dyrektora w przedsiębiorstwie Lagoon.